# Achse des Bösen
Die Achse des Bösen (englisch Axis of Evil) ist ein am 29. Januar 2002 vom US-Präsidenten George W. Bush in einer Rede zur Lage der Nation geprägtes politisches Schlagwort, um Länder zu beschreiben, die er beschuldigte, Terroristen zu unterstützen und nach Massenvernichtungswaffen zu streben, wie Nordkorea, Iran und den Irak.

## Semantik
Der Begriff ist eine aus Zitaten Winston Churchills und Ronald Reagans zusammengesetzte Wortschöpfung.
- Der Begriff Achse (Axis) wurde zuerst von Mussolini verwendet und bezeichnete den Zusammenschluss Deutschlands, Italiens und Japans im Zweiten Weltkrieg (Achsenmächte, engl. Axis Powers).
- Der Slogan Reich des Bösen (Evil Empire) stammt aus dem Kalten Krieg und wurde von Ronald Reagan als Bezeichnung für die Sowjetunion verwendet.

Die Verwendung moralisierender Begriffe ist in der US-amerikanischen politischen Rhetorik über das ganze politische Spektrum hinweg weithin üblich. Insofern spiegelt die Tatsache, dass die Rede von der Achse des Bösen außerhalb der USA teilweise mit erheblichem Befremden aufgenommen wurde, primär Unterschiede in der politischen Kultur wider. Sachliche Kritik kann jedoch an der begrifflichen Anlehnung an die Achsenmächte des Zweiten Weltkrieges geübt werden: Sie ist insofern irreführend, als die beschuldigten Länder Iran, Nordkorea und das damalige Regime des Irak keine Verbündeten sind bzw. waren. Sie verfolgen bzw. verfolgten zwar teilweise ähnliche außenpolitische Ziele, insbesondere in ihrer Ablehnung gegenüber der Außenpolitik der USA. Jedoch werden diese Ziele nicht in einer Art von Kooperation verfolgt, wie sie bei den Achsenmächten der Fall war. Der Irak und Iran hatten schließlich kaum ein Jahrzehnt vorher einen äußerst blutigen Krieg gegeneinander geführt. Auch 20 Jahre nach dem Ende der Kampfhandlungen haben beide Staaten keine offiziellen Friedensverhandlungen geführt.

## Wortlaut der Rede von George W. Bush

Die von Bush genannten Staaten Irak, Iran, Nordkorea (rot). Im weiteren Sinne werden bzw. wurden auch Kuba, Libyen und Syrien (gelb) dazu gerechnet.

Wörtlich sagte Bush:
“Our second goal is to prevent regimes that sponsor terror from threatening America or our friends and allies with weapons of mass destruction. Some of these regimes have been pretty quiet since September the 11th. But we know their true nature.”
“North Korea is a regime arming with missiles and weapons of mass destruction, while starving its citizens.”
“Iran aggressively pursues these weapons and exports terror, while an unelected few repress the Iranian people's hope for freedom.”
“Iraq continues to flaunt its hostility toward America and to support terror. The Iraqi regime has plotted to develop anthrax, and nerve gas, and nuclear weapons for over a decade. This is a regime that has already used poison gas to murder thousands of its own citizens – leaving the bodies of mothers huddled over their dead children. This is a regime that agreed to international inspections – then kicked out the inspectors. This is a regime that has something to hide from the civilized world.”
“States like these, and their terrorist allies, constitute an axis of evil, arming to threaten the peace of the world.”
In deutscher Übersetzung:
„Unser zweites Ziel ist es, Regimes, die den Terrorismus unterstützen, davon abzuhalten, Amerika oder unsere Freunde und Verbündeten mit Massenvernichtungswaffen zu bedrohen. Einige dieser Regimes haben sich seit dem 11. September recht ruhig verhalten. Aber wir kennen ihre wahre Natur.“
„Das Regime in Nordkorea rüstet mit Raketen und Massenvernichtungswaffen auf, während es seine Bürger verhungern lässt.“
„Iran strebt aggressiv nach diesen Waffen und exportiert Terror, während einige wenige, die niemand gewählt hat, die Hoffnung des iranischen Volkes auf Freiheit unterdrücken.“
„Der Irak stellt weiterhin seine Feindseligkeit gegenüber Amerika offen zur Schau und unterstützt den Terrorismus. Schon seit über einem Jahrzehnt versucht das irakische Regime insgeheim, Milzbranderreger, Nervengas und Atomwaffen zu entwickeln. Dieses Regime hat bereits Giftgas eingesetzt, um tausende seiner eigenen Bürger zu ermorden – und ließ danach Leichen von Müttern zurück, zusammengekauert über ihren toten Kindern. Dieses Regime hat in internationale Inspektionen eingewilligt - und dann die Inspektoren hinausgeworfen. Dieses Regime hat etwas vor der zivilisierten Welt zu verbergen.“
„Staaten wie diese, und die mit ihnen verbündeten Terroristen, bilden eine Achse des Bösen, die aufrüstet, um den Frieden der Welt zu bedrohen.“

## Urheberschaft
Die im Januar gehaltene Rede wurde im Volltext in einer Pressemitteilung des Weißen Hauses veröffentlicht. Sie stammt wahrscheinlich von Bushs Redenschreiber und Biografen David Frum. Dessen Frau, Danielle Crittenden, erklärte in einer E-Mail im Februar 2002, ihr Ehemann sei Autor dieses Begriffes. Frum schied etwa gleichzeitig mit dem Bekanntwerden dieser Umstände aus dem Weißen Haus aus. Unklar bleibt, ob Frum aus der Position gedrängt wurde oder von sich aus  – vor Bekanntwerden seiner Autorenschaft – kündigte.
Frum betonte, er habe in seiner Version der Rede von einer „Achse des Hasses“ (Axis of Hate) gesprochen. Möglicherweise haben der Chef-Redenschreiber des Weißen Hauses, Michael Gerson, oder Bush persönlich den Ausdruck geändert. In einem Interview mit der ZDF-Sendung aspekte erklärte Frum, dass der Redewendung durch „Achse des Bösen“ eine religiöse Konnotation gegeben werden sollte.

## Ähnliche, an Bushs Rede angelehnte Begriffe
Auch in Deutschland fand das als abwertend bekannte Achsenbild seinen Niederschlag, indem der CDU-Politiker Wolfgang Schäuble im Hinblick auf die gegen den Einmarsch der USA im Irak gerichtete Position von Gerhard Schröder und der Präsidenten Jacques Chirac und Wladimir Putin rhetorisch vermutete: „Es könnte sein, dass die Achse Paris-Berlin-Moskau im Ergebnis die USA gerade zu dem kritisierten Alleingang treibt.“
Condoleezza Rice sprach statt von der Achse des Bösen bei ihrem Amtsantritt zur Außenministerin der USA von sechs „Vorposten der Tyrannei“, zu denen sie z. B. auch Myanmar zählte.
In der deutschen Presse wurde 2009 nach den Problemen der Deutschen Bahn mit den Achsen der ICE-3-Züge sowie den ebenfalls durch Achsprobleme bedingten Fahrzeugausfällen der Berliner S-Bahn scherzhaft von den Achsen des Bösen gesprochen.
In der Kosmologie werden bestimmte Abweichungen in den Messungen der kosmischen Hintergrundstrahlung scherzhaft als „Achse des Bösen“ bezeichnet, da sie mit der Bahnebene bzw. Bahnachse der Erde verknüpft sind und, sollten sie sich bestätigen, die Gültigkeit des Standardmodells der Kosmologie bedrohen (siehe Achse des Bösen (Kosmologie)).
Bereits in der zweiten Auflage erhältlich ist das Buch von Dave Barry „Die Achse des Blöden. Eine politische Evolutionstheorie der USA.“, in dem der amerikanische Autor sich mit seinen Landsleuten satirisch-kritisch auseinandersetzt.
Die aus Ägypten, Palästina und Iran stammenden amerikanischen Komiker Ahmed Ahmed, Maz Jobrani, Aron Kader und Dean Obeidallah organisierten eine Tour unter dem Namen Axis of Evil.
Im Rahmen der öffentlichen Debatte um die Klimakrise griff der Volkswirt Paul Krugman den Begriff der Achse des Bösen auf, indem er auf Staaten verwies, die einen Bericht der UN-Klimakonferenz in Katowice 2018 nicht gebilligt hatten: „Es gibt eine neue Achse des Bösen: Russland, Saudi-Arabien – und die Vereinigten Staaten“.

## Rezeption
„Inspiriert“ von Bushs These begab sich der Produzent Erik Hillestad des norwegischen Plattenverlags Kirkelig Kulturverksted auf die Suche nach Wiegenliedern der entsprechenden Länder und veröffentlichte die CD Lullabies from the Axis of Evil („Wiegenlieder von der Achse des Bösen“), auf der internationale Künstler entsprechende Lieder interpretieren, z. B. Anisette Koppler, Kari Bremnes, Eva Dahlgren, Lila Downs, Nina Hagen, Rickie Lee Jones, Sarah Jane Morris oder Eddi Reader. Hillestad will damit darauf aufmerksam machen, dass auch in den von Bush inkriminierten Ländern Menschen leben und Kultur pflegen: Wiegenlieder symbolisieren für den Musikproduzenten den Beginn aller Kommunikation, sie seien Teil einer universalen Kultur. Zehn Prozent der Verkaufserlöse der CD gehen an die Organisation Worldview Rights, die mittels Kommunikation Menschenrechte, Demokratie und Konfliktlösung fördern will.